# Lista de pinturas de William-Adolphe Bouguereau

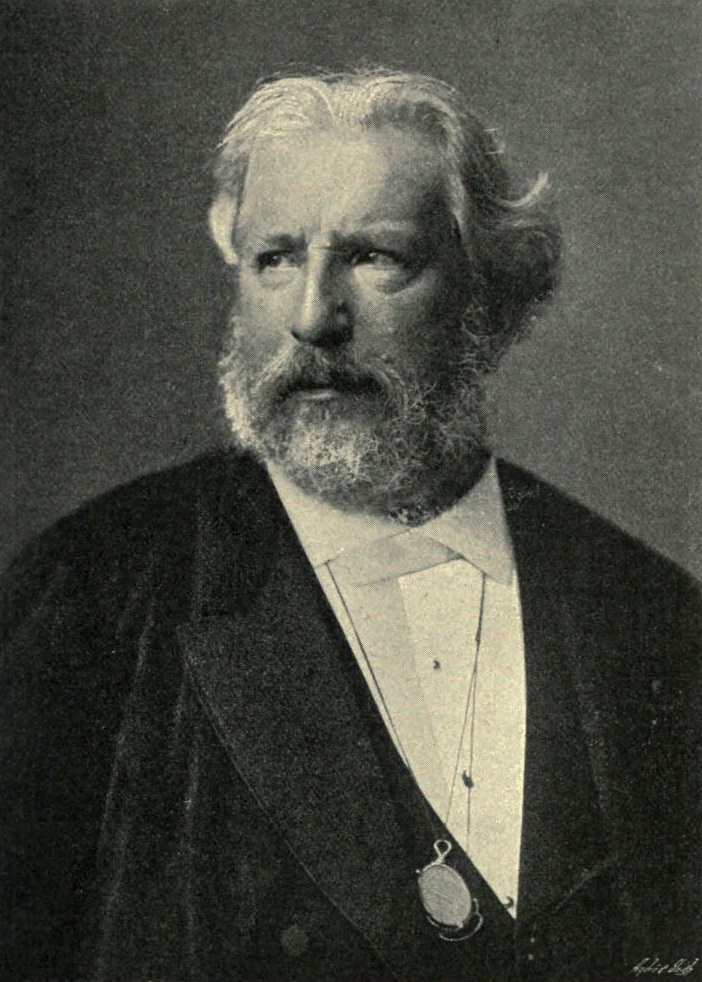
William-Adolphe Bouguereau (1825-1905).

Esta é uma lista de pinturas do professor e pintor acadêmico francês William-Adolphe Bouguereau.
Sua pintura se caracteriza pela forma detalhada e da técnica apurada, resultando pinturas com um acabamento de alta qualidade e de grande realismo. Trabalhou principalmente nos temas mitológicos, alegóricos, históricos e religiosos; nos retratos, nos nus e nas imagens de jovens camponesas. 
Trabalhou com o pai no comércio de vinhos e óleo de oliva na cidade de Bordeaux.
Os seu primeiros desenhos como artista foram rótulos para gêneros alimentícios. Em 1846 ingressou na Escola de Belas Artes e foi discípulo de François-Édouard Picot  e com ele Bouguereau se aperfeiçoou no método acadêmico. Mudou para a Villa Medici em Roma na Itália, trabalhando  como discípulo de Victor Schnetz e Jean Alaux, aonde estudou com os mestres do Renascimento.
Voltou para a França em 1854. Aonde executou a pedido da Governo francês, a decoração da prefeitura de Tarascon, com detaque para a tela Napoleão III visitando as vítimas da enchente de Tarascon em 1856. Pintou retratos do imperador Napoleão III e da imperatriz Eugênia de Montijo e decorou a mansão do rico banqueiro Émile Pereire. Em 1859 pintou O Dia de Todos os Santos, adquirida pela prefeitura de Bordeaux. Na mesma época decorou, sob a supervisão de Picot, a capela de São Luís na Igreja de Santa Clotilde, em Paris. Realizou decorações na igreja dos agostinhos de Paris e na sala de concertos do Grand-Théâtre de Bordeaux. Em 1881 decorou a capela da Virgem na Igreja de São Vicente de Paulo em Paris.

## Lista de pinturas
| Imagem | Título                                                                            | Data                 | Material                        | Coleção                                                          | Descrito em |
| ------ | --------------------------------------------------------------------------------- | -------------------- | ------------------------------- | ---------------------------------------------------------------- | ----------- |
|        | Pietà                                                                             | 1876                 | tinta a óleo tela               | No/unknown value                                                 |             |
|        | Wet Cupid                                                                         | 1891                 | tinta a óleo tela               | No/unknown value                                                 |             |
|        | O Primeiro Beijo                                                                  | 1890                 | tinta a óleo tela               | No/unknown value                                                 |             |
|        | Alone in the World                                                                | 1867                 | tinta a óleo tela               | No/unknown value                                                 |             |
|        | Cupido com uma borboleta                                                          | 1888                 | tinta a óleo tela               |                                                                  |             |
|        | Madonna with child and John the Baptist                                           | 1875                 | tinta a óleo tela               | No/unknown value                                                 |             |
|        | O rapto de Psiquê                                                                 | 1895                 | tinta a óleo tela               | No/unknown value                                                 |             |
|        | Little Thieves                                                                    | 1872                 | tinta a óleo tela               | No/unknown value                                                 |             |
|        | At the Edge of the Brook                                                          | 1879                 |                                 |                                                                  |             |
|        | Small shepherd                                                                    | 1891                 | tinta a óleo tela               | No/unknown value                                                 |             |
|        | Charity                                                                           | 1878                 | tinta a óleo tela               | No/unknown value                                                 |             |
|        | Spring dream                                                                      | 1901                 | tinta a óleo tela               | No/unknown value Indianapolis Museum of Art                      |             |
|        | Spring songs                                                                      | 1889                 | tinta a óleo tela               | No/unknown value                                                 |             |
|        | The Motherland                                                                    | 1883                 | tinta a óleo tela               | No/unknown value                                                 |             |
|        | After the bath                                                                    | 1875                 | tinta a óleo tela               | No/unknown value                                                 |             |
|        | Bather                                                                            | 1879                 | tinta a óleo tela               | No/unknown value                                                 |             |
|        | The Virgin of the Lilies                                                          | 1899                 | tinta a óleo tela               | No/unknown value                                                 |             |
|        | The Wave                                                                          | 1896                 | tinta a óleo tela               | No/unknown value                                                 |             |
|        | Cupid on the lookout                                                              | 1890                 | tinta a óleo tela               | No/unknown value                                                 |             |
|        | Psyche                                                                            | 1892                 | tinta a óleo tela               | No/unknown value                                                 |             |
|        | The Heart's Awakening                                                             | 1892                 | tinta a óleo tela               | No/unknown value                                                 |             |
|        | Young Shepherdess standing                                                        | 1887                 | tinta a óleo tela               | No/unknown value                                                 |             |
|        | The Day                                                                           | 1884                 | tinta a óleo tela               | No/unknown value                                                 |             |
|        | A juventude de Baco                                                               | 1884                 | tinta a óleo tela               | No/unknown value                                                 |             |
|        | Gabrielle Cot                                                                     | 1890                 | tinta a óleo tela               | No/unknown value Museu Nacional de Arte Ocidental                |             |
|        | Yvonne on the doorstep                                                            | 1901                 | tinta a óleo tela               | No/unknown value                                                 |             |
|        | Portrait of Amelina Dufaud Bouguereau                                             | 1850                 | tinta a óleo tela               | No/unknown value                                                 |             |
|        | Portrait of Eugène Bouguereau                                                     | 1850                 | tinta a óleo tela               |                                                                  |             |
|        | Head of a Young Girl                                                              | 1898                 | tinta a óleo tela               | No/unknown value                                                 |             |
|        | Study Of A Woman For Offering To Love                                             | 1890                 |                                 | No/unknown value                                                 |             |
|        | Irène                                                                             | 1897                 |                                 | No/unknown value                                                 |             |
|        | Portrait of Léonie Bouguereau                                                     | 1850                 | tinta a óleo tela               | No/unknown value                                                 |             |
|        | Portrait of Marie-Célina Brieu                                                    | 1846                 | tinta a óleo tela               | No/unknown value                                                 |             |
|        | A Portrait of Geneviève Bouguereau                                                | 1850                 | tinta a óleo tela               | No/unknown value                                                 |             |
|        | Fortunata                                                                         | 1879                 | tinta a óleo tela               | No/unknown value                                                 |             |
|        | Study - Head Of A Little Girl                                                     | 1 de janeiro de 1888 | tinta a óleo tela               | No/unknown value                                                 |             |
|        | Premières Caresses                                                                | 1866                 | tinta a óleo tela               | No/unknown value                                                 |             |
|        | Lady Maxwell                                                                      | 1890                 | tinta a óleo tela               | No/unknown value                                                 |             |
|        | Portrait de Mlle. Brissac                                                         | 1863                 |                                 | No/unknown value                                                 |             |
|        | Elegy                                                                             | 1899                 | tela tinta a óleo               | No/unknown value                                                 |             |
|        | Young Woman Contemplating Two Embracing Children                                  | 1851                 |                                 | No/unknown value                                                 |             |
|        | Napoleon III Visiting Flood Victims of Tarascon in June 1856                      | 1856                 | tela                            |                                                                  |             |
|        | Thirst                                                                            | 1886                 | tinta a óleo tela               | No/unknown value                                                 |             |
|        | Invading Cupid's Realm                                                            | 1892                 | tinta a óleo                    | No/unknown value                                                 |             |
|        | Faun and Bacchante                                                                | 1860                 | tinta a óleo tela               | No/unknown value Bruce Museum of Arts and Science                |             |
|        | Jacob receiving Joseph's bloody coat                                              | 1845                 |                                 | No/unknown value                                                 |             |
|        | Portrait of Aunt Adèle                                                            | 1845                 | tinta a óleo tela               | No/unknown value                                                 |             |
|        | Portrait of a woman sitting with a pink bow                                       | 1845                 |                                 | No/unknown value                                                 |             |
|        | Portrait of a seated woman                                                        | 1845                 |                                 | No/unknown value                                                 |             |
|        | A Little Coaxing                                                                  | 1890                 | tinta a óleo tela               | No/unknown value                                                 |             |
|        | Category:Interior of Église Saint-Augustin de Paris                               |                      |                                 |                                                                  |             |
|        | Cupid with a thorn                                                                | 1894                 | tinta a óleo tela               | No/unknown value                                                 |             |
|        | Girl Sewing                                                                       | 1869                 | tinta a óleo tela               | No/unknown value                                                 |             |
|        | The Virgin of the Lamb                                                            | 1903                 | tinta a óleo tela               | No/unknown value                                                 |             |
|        | Idyll: Ancient Family                                                             | século XIX 1855      | tinta a óleo tela               | No/unknown value                                                 |             |
|        | Child Braiding a Crown                                                            | 1874                 | tinta a óleo tela               | No/unknown value                                                 |             |
|        | The Canéphores                                                                    | 1852                 | tinta a óleo tela               | No/unknown value                                                 |             |
|        | Portrait of Eva and Frances Johnston                                              | 1869                 | tinta a óleo tela               | No/unknown value                                                 |             |
|        | Inspiration                                                                       | 1898                 | tinta a óleo tela               |                                                                  |             |
|        | Portrait of the Viscountess of Chabrol                                            | 1866                 | tinta a óleo tela               |                                                                  |             |
|        | Blessures d'amour                                                                 | 1897                 | tinta a óleo tela               |                                                                  |             |
|        | The grape cluster                                                                 | 1868                 | tinta a óleo tela               | No/unknown value                                                 |             |
|        | At the edge of the creek                                                          | 1879                 | tinta a óleo tela               |                                                                  |             |
|        | Maternal Admiration                                                               | 1869                 | tinta a óleo tela               | No/unknown value                                                 |             |
|        | The crab                                                                          | 1869                 | tinta a óleo tela               |                                                                  |             |
|        | The price book                                                                    | 1901                 | tinta a óleo tela               | No/unknown value                                                 |             |
|        | Reflection                                                                        | 1898                 |                                 |                                                                  |             |
|        | The first Quarrel                                                                 | 1861                 |                                 |                                                                  |             |
|        | The dawn (Reduction)                                                              | 1881                 | tinta a óleo tela               | No/unknown value                                                 |             |
|        | Le lever                                                                          | 1865                 | tinta a óleo tela               | No/unknown value                                                 |             |
|        | Récolte de noisettes                                                              | 1883                 | tinta a óleo tela               | No/unknown value                                                 |             |
|        | shrimp girl                                                                       | 1868                 |                                 | No/unknown value                                                 |             |
|        | Storm                                                                             | 1874                 |                                 |                                                                  |             |
|        | Byblis                                                                            | 1884                 | tinta a óleo tela               |                                                                  |             |
|        | Tricoteuse Bretonne                                                               | 1871                 | tinta a óleo tela               |                                                                  |             |
|        | Tricoteuse                                                                        | 1873                 | tinta a óleo tela               | No/unknown value                                                 |             |
|        | Head of an Italian girl with a laurel wreath                                      | 1872                 | tinta a óleo tela               | No/unknown value                                                 |             |
|        | The chilly woman                                                                  | 1879                 | tinta a óleo tela               | No/unknown value                                                 |             |
|        | Portrait of a Child of Madame Porter                                              | 1889                 | tinta a óleo tela               | No/unknown value                                                 |             |
|        | Italian Shepherdess (Jeune bergère (Young Shepherdess))                           |                      | tinta a óleo tela               |                                                                  |             |
|        | Self-portrait                                                                     | 1853                 | tinta a óleo tela               | No/unknown value                                                 |             |
|        | The Bathers                                                                       | 1884                 | tinta a óleo tela               |                                                                  |             |
|        | The little schoolgirl                                                             | 1879                 | tinta a óleo tela               | No/unknown value                                                 |             |
|        | La tricoteuse                                                                     | 1869                 | tinta a óleo                    |                                                                  |             |
|        | Les Oranges                                                                       | 1865                 | tinta a óleo tela               |                                                                  |             |
|        | Admiration maternelle - le bain                                                   | 1869                 | tinta a óleo tela               |                                                                  |             |
|        | The Knitting Girl                                                                 |                      | tinta a óleo tela               |                                                                  |             |
|        | Amour à l'affut                                                                   | 1890                 | tinta a óleo tela               | No/unknown value                                                 |             |
|        | Hesitating between Love and Riches                                                | 1869                 |                                 | No/unknown value                                                 |             |
|        | Little Beggar                                                                     | 1880                 | tinta a óleo tela               | No/unknown value                                                 |             |
|        | The Cup of Milk                                                                   | 1879                 | tinta a óleo tela               |                                                                  |             |
|        | Study for La tasse de lait                                                        | 1879                 | tinta a óleo tela               | No/unknown value                                                 |             |
|        | Berceuse (Le coucher)                                                             | 1873                 | tinta a óleo tela               |                                                                  |             |
|        | Bohémienne au tambour de basque                                                   |                      | tinta a óleo tela               |                                                                  |             |
|        | Integrity                                                                         | 1876                 |                                 |                                                                  |             |
|        | Her First Jewels                                                                  | 1891                 | tinta a óleo tela               |                                                                  |             |
|        | At the fountain                                                                   | 1897                 | tinta a óleo tela               |                                                                  |             |
|        | At the Start of the Day                                                           | 1894                 | tinta a óleo tela               |                                                                  |             |
|        | Sommer                                                                            | 1880                 | tinta a óleo tela               |                                                                  |             |
|        | Pifferaro                                                                         | 1874                 | tinta a óleo tela               |                                                                  |             |
|        | Les Nymphes                                                                       | 1878                 |                                 |                                                                  |             |
|        | La Comtesse de Montholon                                                          |                      |                                 |                                                                  |             |
|        | The Vow (reduction)                                                               |                      | tinta a óleo tela               |                                                                  |             |
|        | L'Eveil du Coeur                                                                  | 1892                 | tinta a óleo tela               |                                                                  |             |
|        | Porträt der Gabrielle Cot                                                         | 1890                 | tinta a óleo tela               |                                                                  |             |
|        | The Martyr's Triumph                                                              | 1854                 |                                 |                                                                  |             |
|        | Le sommeil                                                                        | século XIX           | tinta a óleo tela               |                                                                  |             |
|        | Italienne au tambourin                                                            | 1869                 | tinta a óleo tela               |                                                                  |             |
|        | The Pastoral Recreation                                                           | 1868                 | tinta a óleo tela               | No/unknown value                                                 |             |
|        | Moissonneuse                                                                      | 1868                 | tinta a óleo tela               |                                                                  |             |
|        | Bacchante sur une panthère                                                        | 1855                 |                                 |                                                                  |             |
|        | L'art et la littérature                                                           | 1867                 |                                 |                                                                  |             |
|        | La bergère                                                                        | 1873                 |                                 |                                                                  |             |
|        | La jeunesse de Bacchus                                                            | 1884                 |                                 | No/unknown value                                                 |             |
|        | Etude de tete de Femme Blonde profil                                              | 1898                 |                                 |                                                                  |             |
|        | Etude de tete de Femme Blonde de face                                             | 1898                 |                                 |                                                                  |             |
|        | Orphan by a Spring                                                                | 1883                 | tinta a óleo tela               |                                                                  |             |
|        | Pifferaro                                                                         | 1870                 | tinta a óleo tela               |                                                                  |             |
|        | Q134551929                                                                        | século XX            |                                 |                                                                  |             |
|        | Nu marin                                                                          | 1884                 |                                 |                                                                  |             |
|        | Le livre d'histoires                                                              | 1877                 |                                 |                                                                  |             |
|        | Le jour                                                                           | 1891                 |                                 |                                                                  |             |
|        | La Vierge aux lys                                                                 | 1899                 |                                 |                                                                  |             |
|        | Q134551962                                                                        | século XX            |                                 |                                                                  |             |
|        | Woman with Seashell                                                               | 1885                 | tinta a óleo tela               |                                                                  |             |
|        | Vierge consolatrice                                                               | 1877                 |                                 |                                                                  |             |
|        | Saint Pierre après sa délivrance de prison vient retrouver les fidèles chez Marie | 1848                 |                                 |                                                                  |             |
|        | Q134561473                                                                        | 1888                 |                                 |                                                                  |             |
|        | Premières caresse                                                                 |                      | tinta a óleo tela               |                                                                  |             |
|        | Italien à la mandoline                                                            | 1870                 | tinta a óleo tela               |                                                                  |             |
|        | Cupid on a sea monster                                                            | 1857                 |                                 |                                                                  |             |
|        | Fishing For Frogs                                                                 | 1882                 | tinta a óleo tela               |                                                                  |             |
|        | Les deux Soeurs                                                                   | 1877                 | tinta a óleo tela               |                                                                  |             |
|        | L'amour à l'épine                                                                 | 1894                 | tinta a óleo tela               |                                                                  |             |
|        | Rêverie sur le Seuil                                                              | 1893                 | tinta a óleo tela               |                                                                  |             |
|        | The Virgin with Angels                                                            | 1900                 |                                 |                                                                  |             |
|        | Innocence                                                                         | 1893                 | tinta a óleo tela               |                                                                  |             |
|        | The prize book                                                                    | 1901                 | tinta a óleo tela               | No/unknown value                                                 |             |
|        | Portrait of Miss Elizabeth Gardner                                                | 1879                 | tinta a óleo tela               |                                                                  |             |
|        | The Pearl                                                                         | 1894                 | tinta a óleo tela               | No/unknown value                                                 |             |
|        | Spring Breeze                                                                     | 1895                 |                                 |                                                                  |             |
|        | By the stream                                                                     | 1888                 | tinta a óleo tela               | No/unknown value                                                 |             |
|        | Portrait de Joseph-Gabriel Tourny                                                 | 1852                 |                                 | Academia da França em Roma                                       |             |
|        | Portrait de Félix Chabaud                                                         | 1852                 |                                 | Academia da França em Roma                                       |             |
|        | Portrait de Martial Deveaux                                                       | 1853                 |                                 | Academia da França em Roma                                       |             |
|        | Portrait de Gabriel-Jules Thomas                                                  | 1854                 |                                 | Academia da França em Roma                                       |             |
|        | Autoportrait                                                                      | 1854                 |                                 | Academia da França em Roma                                       |             |
|        | Venus with Doves                                                                  | 1879                 | tinta a óleo tela               | Ackland Art Museum                                               |             |
|        | Young Shepherdess                                                                 | 1868                 | tinta a óleo tela               | Appleton Museum of Art                                           |             |
|        | The Knitter                                                                       | 1879                 | tinta a óleo tela               | Appleton Museum of Art                                           |             |
|        | The Little Knitter                                                                | 1882                 | tinta a óleo tela               | Appleton Museum of Art                                           |             |
|        | Art and Literature                                                                | 1867                 | tinta a óleo tela               | Arnot Art Museum                                                 |             |
|        | Virgin and Child                                                                  | 1888                 | tinta a óleo tela               | Art Gallery of South Australia                                   |             |
|        | The Two Bathers                                                                   | 1884                 | tinta a óleo tela               | Art Institute of Chicago                                         |             |
|        | Sketch for "Charity"                                                              | 1872                 | tinta a óleo painel             | Baltimore Museum of Art                                          |             |
|        | Portrait of Diane                                                                 | 1887                 |                                 | Baltimore Museum of Art                                          |             |
|        | Study for the Main Figure of "The Oranges"                                        | década de 1860       | tinta a óleo tela               | Baltimore Museum of Art                                          |             |
|        | L'agneau nouveau-né                                                               | 1873                 | tinta a óleo tela               | Berkshire Museum                                                 |             |
|        | The Pony-back ride                                                                | 1884                 | tinta a óleo tela               | Berkshire Museum                                                 |             |
|        | A Aurora                                                                          | 1881                 | tinta a óleo tela               | Birmingham Museum of Art                                         |             |
|        | Charity                                                                           | 1865                 | tinta a óleo tela               | Birmingham Museums Trust                                         |             |
|        | Going to the Bath (Boston)                                                        |                      |                                 | Boston Public Library                                            |             |
|        | Dawn (L'Aurore)                                                                   |                      |                                 | Brodsworth Hall                                                  |             |
|        | The Elder Sister, reduction (La soeur aînée, réduction)                           | 1864                 | tinta a óleo painel             | Brooklyn Museum                                                  |             |
|        | Souvenir                                                                          | 1895                 | tinta a óleo tela               | Carnegie Museum of Art                                           |             |
|        | The Hay-Maker                                                                     | 1869                 | tinta a óleo tela               | Carnegie Museum of Art                                           |             |
|        | Madame Victor Olry Roederer                                                       | 1900                 | tinta a óleo tela               | Champagne Louis Roederer                                         |             |
|        | Little Girl with Basket of Apples                                                 | 1897                 | tinta a óleo tela               | Chazen Museum of Art                                             |             |
|        | Portrait of Elizabeth Jane Gardner                                                | 1879                 | tinta a óleo tela               | Chimei Museum                                                    |             |
|        | Prayer to the Virgin                                                              | 1865                 | tinta a óleo tela               | Chimei Museum                                                    |             |
|        | Portrait of Marie-Thèrése Bartholoni                                              | 1865                 | tinta a óleo tela               | Chimei Museum                                                    |             |
|        | A Sagrada Família                                                                 | 1863                 | tinta a óleo tela               | Chimei Museum                                                    |             |
|        | Charity                                                                           |                      | tinta a óleo tela               | Chimei Museum                                                    |             |
|        | O remorso de Orestes                                                              | 1862                 | tinta a óleo tela               | Chrysler Museum of Art                                           |             |
|        | Girl Eating Porridge                                                              | 1874                 | tinta a óleo tela               | Cincinnati Art Museum                                            |             |
|        | The Meditation                                                                    | 1901                 | tinta a óleo tela               | Cincinnati Art Museum                                            |             |
|        | Ninfas e sátiro                                                                   | 1873                 | tinta a óleo tela               | Clark Art Institute                                              |             |
|        | Seated Nude                                                                       | 1884                 | tinta a óleo tela               | Clark Art Institute                                              |             |
|        | Petite fille tenant des pommes dans les mains                                     | 1895                 | tinta a óleo painel             | Colby College Museum of Art                                      |             |
|        | Tender Words                                                                      | 1901                 | tinta a óleo tela               | Cornell Fine Arts Museum                                         |             |
|        | Return from the Harvest                                                           | 1878                 | tinta a óleo tela               | Cummer Museum of Art and Gardens                                 |             |
|        | Day Dreams                                                                        | 1904                 | tinta a óleo tela               | Cummer Museum of Art and Gardens                                 |             |
|        | Première Rêverie [Young Love]                                                     | 1889                 | tinta a óleo tela               | Cummer Museum of Art and Gardens                                 |             |
|        | Meditation                                                                        | 1904                 | tinta a óleo tela               | Currier Museum of Art                                            |             |
|        | Girl with an Apple                                                                | 1905                 | tinta a óleo tela               | Dallas Museum of Art                                             |             |
|        | The Song of the Nightingale                                                       | 1895                 | tinta a óleo tela               | Dayton Art Institute                                             |             |
|        | A Childhood Idyll                                                                 | 1900                 | tinta a óleo tela               | Denver Art Museum                                                |             |
|        | As Apanhadoras de Nozes                                                           | 1882                 | tinta a óleo tela               | Detroit Institute of Arts                                        |             |
|        | Sisters on the Shore                                                              | 1896                 | tinta a óleo tela               | Detroit Institute of Arts                                        |             |
|        | Girl with Violets                                                                 | 1872                 |                                 | Drexel University Collection                                     |             |
|        | Pastores encontram Zenóbia nas margens do Araxes                                  | 1850                 | tinta a óleo tela               | Escola Nacional Superior das Belas-Artes                         |             |
|        | Portrait of Charles Garnier                                                       | 1853                 | tinta a óleo tela               | Escola Nacional Superior das Belas-Artes                         |             |
|        | The disdain                                                                       | 1850                 | tinta a óleo tela               | Escola Nacional Superior das Belas-Artes                         |             |
|        | Half painted figure                                                               | 29 de junho de 1850  | tinta a óleo tela               | Escola Nacional Superior das Belas-Artes                         |             |
|        | The Broken Pitcher                                                                | 1891                 | tinta a óleo tela               | Fine Arts Museums of San Francisco                               |             |
|        | Girl sitting at the edge of the river                                             | 1875                 | tinta a óleo tela               | Fop Smit collection                                              |             |
|        | Virgin with Angels                                                                | 1881                 | tinta a óleo tela               | Forest Lawn Museum                                               |             |
|        | The shepherdess                                                                   | 1881                 | tinta a óleo tela               | Frye Art Museum                                                  |             |
|        | In the woods                                                                      | 1905                 | tinta a óleo tela               | Frye Art Museum                                                  |             |
|        | Flight of Love                                                                    | 1901                 | tinta a óleo tela               | Frye Art Museum                                                  |             |
|        | Bather                                                                            | 1870                 | tinta a óleo tela               | Fundação Gala-Salvador Dalí                                      |             |
|        | Study of a Tree                                                                   | 1873                 |                                 | Galeria Nacional do Canadá                                       |             |
|        | Egyptian Fellah Girl                                                              | 1876                 | tinta a óleo tela               | Galeria de Arte Laing North East Museums                         |             |
|        | Egyptian Peasant Girl (La Jeune Fille Fellah)                                     | 1876                 | tinta a óleo tela               | Galeria de Arte Laing                                            |             |
|        | Innocence                                                                         | 1898                 | tinta a óleo tela               | Galeria de Arte de Manchester                                    |             |
|        | Study of a Girl's Head                                                            | 1890                 | tinta a óleo tela               | Galeria de Arte de Ontário                                       |             |
|        | L'Amour Vainqueur (Cupid Victorious)                                              |                      |                                 | Galeria de Arte de York                                          |             |
|        | Selbstporträt                                                                     | 1895                 | tinta a óleo tela               | Galleria degli Uffizi                                            |             |
|        | The Muse (Philomèle)                                                              | 1861                 | tinta a óleo tela               | Gaylord-Pickens Oklahoma Heritage Museum                         |             |
|        | Girl with Grapes                                                                  | 1874                 | tinta a óleo tela               | Gliptoteca Ny Carlsberg                                          |             |
|        | The Nymphaeum                                                                     | 1878                 | tinta a óleo tela               | Haggin Museum                                                    |             |
|        | Bathing Child                                                                     | 1886                 | tinta a óleo                    | Henry Art Gallery                                                |             |
|        | The Goose Girl                                                                    | 1891                 | tinta a óleo tela               | Herbert F. Johnson Museum of Art                                 |             |
|        | Madonna and Child with Saint John                                                 | 1882                 | tinta a óleo tela               | Herbert F. Johnson Museum of Art                                 |             |
|        | The night                                                                         | 1883                 | tinta a óleo tela               | Hillwood Estate, Museum & Gardens                                |             |
|        | Depois do banho                                                                   | 1894                 | tinta a óleo tela               | Instituto Ricardo Brennand                                       |             |
|        | The Bohemian                                                                      | 1890                 | tinta a óleo tela               | Instituto de Artes de Minneapolis No/unknown value               |             |
|        | Temptation                                                                        | 1880                 | tinta a óleo tela               | Instituto de Artes de Minneapolis                                |             |
|        | A Primavera                                                                       | 1886                 | tinta a óleo tela               | Joslyn Art Museum                                                |             |
|        | The Knitting Girl                                                                 | 1869                 | tinta a óleo tela               | Joslyn Art Museum                                                |             |
|        | Méditation                                                                        | 1885                 | tinta a óleo tela               | Joslyn Art Museum                                                |             |
|        | Cupid                                                                             | década de 1860       | tinta a óleo madeira            | Kumamoto Prefectural Museum of Art                               |             |
|        | O livro de histórias                                                              | 1877                 | tinta a óleo tela               | Los Angeles County Museum of Art                                 |             |
|        | The First Caress                                                                  | 1866                 | tinta a óleo tela               | Lyndhurst                                                        |             |
|        | The Madonna of the Roses                                                          | 1903                 | tinta a óleo tela               | Lyndhurst                                                        |             |
|        | The knitting girl                                                                 | 1884                 | tinta a óleo tela               | M.S. Rau Antiques                                                |             |
|        | Réflexion                                                                         | 1897                 | tinta a óleo tela               | Mabee-Gerrer Museum of Art                                       |             |
|        | Work Interrupted                                                                  | 1891                 | tinta a óleo tela               | Mead Art Museum                                                  |             |
|        | Young Priestess                                                                   | 1902                 | tinta a óleo tela               | Memorial Art Gallery                                             |             |
|        | Washerwomen of Fouesnant                                                          | 1869                 | tinta a óleo tela               | Memorial Art Gallery                                             |             |
|        | At the Foot of the Cliff                                                          | 1886                 | tinta a óleo tela               | Memphis Brooks Museum of Art                                     |             |
|        | Breton Brother and Sister                                                         | 1871                 | tinta a óleo tela               | Metropolitan Museum of Art                                       |             |
|        | The Proposal                                                                      | 1872                 | tinta a óleo tela               | Metropolitan Museum of Art                                       |             |
|        | Young Mother Gazing at Her Child                                                  | 1871                 | tinta a óleo tela               | Metropolitan Museum of Art                                       |             |
|        | Shepherdess                                                                       | 1886                 | tinta a óleo tela               | Michele & Donald D'Amour Museum of Fine Arts                     |             |
|        | Study for the Ceiling of the Bordeaux Opera                                       | 1867                 | tinta a óleo                    | Middlebury College Museum of Art                                 |             |
|        | Le glaïeul                                                                        | 1904                 | tinta a óleo tela               | Mobile Museum of Art                                             |             |
|        | The Countess de Montholon                                                         | 1864                 | tinta a óleo tela               | Murauchi Art Museum                                              |             |
|        | Kopie der Frauen von Algier in ihrer Wohnung                                      | 1847                 | tinta a óleo tela               | Museu Delacroix                                                  |             |
|        | Tobias Saying Good-Bye to his Father                                              | 1860                 | tinta a óleo tela               | Museu Hermitage                                                  |             |
|        | A Young Girl Defending Herself against Eros                                       | 1880                 | tinta a óleo tela               | Museu J. Paul Getty                                              |             |
|        | At the Edge of the Brook                                                          | 1875                 | tinta a óleo tela               | Museu Nacional de Arte Ocidental                                 |             |
|        | Little Girl                                                                       | 1878                 | tinta a óleo tela               | Museu Nacional de Arte Ocidental                                 |             |
|        | The music                                                                         | 1856                 | tela tinta a óleo               | Museu Nacional de Arte Ocidental                                 |             |
|        | Frère et sœur                                                                     | 1887                 | tinta a óleo tela               | Museu Nacional de Arte Ocidental                                 |             |
|        | L'Innocence                                                                       | 1893                 | tinta a óleo tela               | Museu Nacional de Arte Ocidental                                 |             |
|        | O Primeiro Luto                                                                   | 1888                 | tinta a óleo tela               | Museu Nacional de Belas Artes                                    |             |
|        | Crepúsculo (Humor Noturno)                                                        | 1882                 | tinta a óleo tela               | Museu Nacional de Belas Artes                                    |             |
|        | The toilette of Venus                                                             | 1873                 | tinta a óleo tela               | Museu Nacional de Belas Artes                                    |             |
|        | Inocência                                                                         | 1891                 | tinta a óleo tela               | Museu Nacional de Belas Artes                                    |             |
|        | Self-portrait                                                                     | 1895                 | tinta a óleo tela               | Museu Real de Belas Artes de Antuérpia                           |             |
|        | The Holy Women at the Tomb or The Three Marys at the Tomb                         | 1890                 | tinta a óleo tela               | Museu Real de Belas Artes de Antuérpia                           |             |
|        | Portrait of Thérésa                                                               | 1854                 | tinta a óleo tela               | Museu das Belas Artes de Valenciennes                            |             |
|        | Young Mother in Campagna Costume with her Child and a Goat                        | 1866                 | tinta a óleo tela               | Museu de Amesterdão                                              |             |
|        | The Shell                                                                         | século XIX 1871      | tinta a óleo tela               | Museu de Amesterdão Museum Willet-Holthuysen No/unknown value    |             |
|        | By the Sea                                                                        | 1903                 | tinta a óleo tela               | Museu de Arte Dahesh                                             |             |
|        | Getting Up                                                                        | 1865                 | tinta a óleo painel             | Museu de Arte Dahesh                                             |             |
|        | Charity                                                                           | 1872                 | tinta a óleo papel              | Museu de Arte Dahesh                                             |             |
|        | The Water Girl                                                                    | 1885                 | tinta a óleo tela               | Museu de Arte Dahesh                                             |             |
|        | Italian Woman at the Fountain                                                     | 1869                 | tinta a óleo tela               | Museu de Arte Nelson-Atkins                                      |             |
|        | Sewing                                                                            | 1898                 | tinta a óleo tela               | Museu de Arte Oriental                                           |             |
|        | The Cherry Picker                                                                 | 1871                 | tinta a óleo tela               | Museu de Arte Walters                                            |             |
|        | Rest                                                                              | 1879                 | tinta a óleo tecido             | Museu de Arte de Cleveland                                       |             |
|        | Arion on a Sea Horse and Bacchante on a Panther (pair)                            | 1855                 |                                 | Museu de Arte de Cleveland                                       |             |
|        | Arion on a Sea Horse                                                              | 1855                 | tinta a óleo cloth              | Museu de Arte de Cleveland                                       |             |
|        | Bacchante on a Panther                                                            | 1855                 | tinta a óleo têxtil             | Museu de Arte de Cleveland                                       |             |
|        | A Calling                                                                         | 1896                 | tinta a óleo tela               | Museu de Arte de Cleveland                                       |             |
|        | The Thank Offering                                                                | 1867                 | tinta a óleo tela               | Museu de Arte de Filadélfia                                      |             |
|        | Homero e seu guia                                                                 | 1874                 | tinta a óleo tela               | Museu de Arte de Milwaukee                                       |             |
|        | Marguerite                                                                        | 1868                 | tinta a óleo tela               | Museu de Arte de Ponce                                           |             |
|        | Far from Home                                                                     | 1867                 | tinta a óleo tela               | Museu de Arte de Ponce                                           |             |
|        | Peace                                                                             | 1860                 | tinta a óleo tela               | Museu de Arte de Saint Louis                                     |             |
|        | Portrait of Mademoiselle Martha Hoskier                                           | 1869                 | tinta a óleo tela               | Museu de Arte de Santa Bárbara                                   |             |
|        | The captive                                                                       | 1891                 | tela tinta a óleo               | Museu de Arte de Toledo                                          |             |
|        | The Young Brother                                                                 | 1902                 | tinta a óleo tela               | Museu de Belas Artes da Virgínia                                 |             |
|        | Battle of the Centaurs and the Lapiths                                            | 1852                 | tinta a óleo tela               | Museu de Belas Artes da Virgínia                                 |             |
|        | Le Vœu de Sainte-Anne d'Auray                                                     | 1870                 | tinta a óleo tela               | Museu de Belas Artes de Bilbau                                   |             |
|        | Bacchant                                                                          | 1862                 | tinta a óleo tela               | Museu de Belas Artes de Bordéus                                  |             |
|        | All Soul's Day                                                                    | 1859                 | tinta a óleo tela               | Museu de Belas Artes de Bordéus                                  |             |
|        | Fraternal Love                                                                    | 1851                 | tinta a óleo tela               | Museu de Belas Artes de Boston                                   |             |
|        | The Return of Tobias                                                              | 1856                 | tinta a óleo tela               | Museu de Belas Artes de Dijon                                    |             |
|        | Bather                                                                            | 1864                 | tinta a óleo tela               | Museu de Belas Artes de Gante                                    |             |
|        | Crown of Flowers                                                                  | 1884                 | tinta a óleo tela               | Museu de Belas Artes de Montreal                                 |             |
|        | Portrait of the Artist                                                            | 1879                 | tinta a óleo tela               | Museu de Belas Artes de Montreal                                 |             |
|        | The Elder Sister                                                                  | 1869                 | tinta a óleo tela               | Museu de Belas-Artes de Houston                                  |             |
|        | Girl Holding Lemons                                                               | 1899                 | tinta a óleo tela               | Museu de Israel                                                  |             |
|        | O Nascimento de Vênus                                                             | 1879                 | tinta a óleo tela               | Museu de Orsay                                                   |             |
|        | A Dança                                                                           | 1856                 | tinta a óleo tela tinta de cera | Museu de Orsay                                                   |             |
|        | Dante e Virgílio no Inferno                                                       | 1850                 | tinta a óleo tela               | Museu de Orsay                                                   |             |
|        | The Oreads                                                                        | 1902                 | tinta a óleo tela               | Museu de Orsay                                                   |             |
|        | Compassion                                                                        | 1897                 | tinta a óleo tela               | Museu de Orsay                                                   |             |
|        | Equality Before Death                                                             | 1848                 | tinta a óleo tela               | Museu de Orsay                                                   |             |
|        | Youth and Love                                                                    | 1877                 | tinta a óleo tela               | Museu de Orsay                                                   |             |
|        | The Assault                                                                       | 1898                 | tinta a óleo tela               | Museu de Orsay                                                   |             |
|        | The Body of Saint Cecilia brought to the catacombs of Rome                        | 1854                 | tinta a óleo tela               | Museu de Orsay                                                   |             |
|        | Most Reverend Léon-Benoît-Charles Thomas                                          | 1877                 | tinta a óleo tela               | Museu de Orsay                                                   |             |
|        | Philomela and Procne                                                              | 1861                 | tinta a óleo tela               | Museu de Orsay                                                   |             |
|        | Virgin of Consolation                                                             | 1877                 | tinta a óleo tela               | Museu de Orsay Musée d’Art moderne et contemporain de Strasbourg |             |
|        | Zénobie trouvée par les bergers sur les bords de l'Araxe                          | 1850                 | tinta a óleo tela               | Museu de Orsay                                                   |             |
|        | Saint Pierre chez Marie                                                           | 1848                 | tinta a óleo tela               | Museu de Orsay                                                   |             |
|        | Venus and Cupid.                                                                  | década de 1870 1903  | tinta a óleo tela               | Museum of John Paul II Collection                                |             |
|        | Portrait of a brunette.                                                           | 1898                 | tinta a óleo tela               | Museum of John Paul II Collection                                |             |
|        | Regina Angelorum                                                                  | 1900                 | tinta a óleo tela               | Musée des Beaux-Arts de la ville de Paris                        |             |
|        | Ulysses recognized by his nurse on his return from Troy                           | 1848                 | tinta a óleo tela               | Musée des beaux-arts de La Rochelle                              |             |
|        | Ocean Nymph                                                                       | 1904                 | tinta a óleo tela               | Musée des beaux-arts de La Rochelle                              |             |
|        | Flora and Zephyr                                                                  | 1875                 | tinta a óleo tela               | Musée des beaux-arts de Mulhouse                                 |             |
|        | Whisperings of Love                                                               | 1889                 | tinta a óleo tela               | New Orleans Museum of Art                                        |             |
|        | The secret                                                                        | 1876                 | tinta a óleo tela               | New-York Historical Society                                      |             |
|        | Cortlandt Field Bishop (1870-1935)                                                | 1873                 | tinta a óleo tela               | New-York Historical Society                                      |             |
|        | Young Mother                                                                      | 1869                 | tinta a óleo tela               | New-York Historical Society                                      |             |
|        | Portrait of Monsieur M.                                                           | 1850                 | tinta a óleo tela               | Norton Simon Museum                                              |             |
|        | A Pastora                                                                         | 1889                 | tinta a óleo tela               | Philbrook Museum of Art                                          |             |
|        | Rest at Harvest                                                                   | 1865                 | tela tinta a óleo               | Philbrook Museum of Art                                          |             |
|        | Pandore                                                                           | 1890                 | tinta a óleo tela               | Philbrook Museum of Art                                          |             |
|        | Nature's Fan                                                                      | 1881                 | tinta a óleo tela               | Portland Art Museum                                              |             |
|        | Woman with Iris                                                                   | 1895                 | tinta a óleo tela               | Princeton University Art Museum                                  |             |
|        | Lost Pleiad                                                                       | 1884                 | tinta a óleo tela               | Pérez Simón Collection                                           |             |
|        | Idyll                                                                             | 1851                 | tinta a óleo tela               | Pérez Simón Collection                                           |             |
|        | The Golden Age                                                                    | 1863                 | tinta a óleo tela               | Pérez Simón Collection                                           |             |
|        | La Guerre                                                                         | 1864                 | tinta a óleo tela               | Pérez Simón Collection                                           |             |
|        | Faucheuse                                                                         | 1872                 | tinta a óleo tela               | Pérez Simón Collection                                           |             |
|        | Innocence                                                                         | 1893                 | tinta a óleo tela               | Pérez Simón Collection                                           |             |
|        | Beauté romane                                                                     | 1904                 | tinta a óleo tela               | Pérez Simón Collection                                           |             |
|        | La petite fille aux yeux bleus                                                    | 1868                 | tinta a óleo tela               | Raclin Murphy Museum of Art                                      |             |
|        | The Little Pouter                                                                 | 1888                 | tinta a óleo                    | Rahr West Art Museum                                             |             |
|        | Indigent Family (reduction)                                                       | 1865                 | tinta a óleo tela               | Richmond Art Museum                                              |             |
|        | Byblis                                                                            | 1884                 | tinta a óleo tela               | Salar Jung Museum                                                |             |
|        | Admiration                                                                        | 1897                 | tinta a óleo tela               | San Antonio Museum of Art                                        |             |
|        | On the Lookout                                                                    | 1896                 | tinta a óleo tela               | San Antonio Museum of Art                                        |             |
|        | The Young Shepherdess                                                             | 1885                 | tinta a óleo tela               | San Diego Museum of Art                                          |             |
|        | Portrait of Jean-Louis Pascal (1837 - 1904)                                       | 1864                 | tinta a óleo tela               | Schorr Collection                                                |             |
|        | La Comtesse de Cambaceres                                                         | 1895                 | tinta a óleo tela               | Seattle Art Museum                                               |             |
|        | Young Girl with a Basket of Fruit                                                 | 1883                 | tinta a óleo tela               | Smith College Museum of Art                                      |             |
|        | Allant à la fontaine                                                              | 1893                 | tinta a óleo tela               | Speed Art Museum                                                 |             |
|        | Study of Hands                                                                    |                      | tinta a óleo tela               | Springville Museum of Art                                        |             |
|        | Raspberry Girl                                                                    | 1890                 | tinta a óleo tela               | St. Johnsbury Athenaeum                                          |             |
|        | Going to the Bath                                                                 |                      | tinta a óleo tela               | St. Johnsbury Athenaeum                                          |             |
|        | Little Beggars                                                                    | 1 de janeiro de 1890 | tinta a óleo tela               | Syracuse University Art Museum                                   |             |
|        | Meditation                                                                        | 1896                 | tinta a óleo tela               | Syracuse University Art Museum                                   |             |
|        | Psyche and Love                                                                   | 1889                 | tinta a óleo tela               | Tasmanian Museum and Art Gallery                                 |             |
|        | Daughter of Fisherman                                                             | 1872                 | tinta a óleo tela               | Tokyo Fuji Art Museum                                            |             |
|        | Baigneuses                                                                        | 1878                 | tinta a óleo tela               | Tucson Museum of Art                                             |             |
|        | Charity                                                                           | 1859                 | tinta a óleo tela               | University of Michigan Museum of Art                             |             |
|        | Young Girl Defending Herself Against Eros                                         | 1880                 | tinta a óleo tela               | University of North Carolina Wilmington                          |             |
|        | La fleur d'aubépine                                                               | 1868                 | tinta a óleo tela               | Villa Vauban                                                     |             |
|        | Idyll: Family from Antiquity/Arcadia                                              | 1860                 | tinta a óleo tela               | Wadsworth Atheneum                                               |             |
|        | The reading light                                                                 | 1864                 | tinta a óleo tela               | Wadsworth Atheneum                                               |             |
|        | Frère et sœur bretons (Breton Brother and Sister)                                 |                      | tinta a óleo tela               | Wolverhampton Art Gallery                                        |             |
|        | Two Sisters                                                                       | 1901                 | tinta a óleo tela               | Wriston Art Center Galleries                                     |             |
|        | The darling bird                                                                  | 1867                 | tinta a óleo tela               | Yamadera Gotō Museum of Art Rehs Galleries, Inc.                 |             |

∑ 350 items.